# Folkert Christopher Becker
Folkert Christopher Becker (* 28. September 1805 in Filsum, Ostfriesland; † 12. Februar 1890 in New York City) war ein deutsch-niederländisch-amerikanischer Erfinder und Unternehmer.

## Leben
Christopher Becker wurde am 28. September 1805 als Sohn von Christopher Folkert Becker (1770–1845), Zimmermeister, Uhrmacher, Mechanicus und Künstler, und seiner Frau Ille Ubben (1779–1862) in Filsum geboren.
Im Jahre 1828 ging er nach Groningen und arbeitete dort an der Universität als Instrumentmacher. Dort entwickelte er mit Sibrandus Stratingh als erster ein Fahrzeug mit einem Motor (in diesem Fall Dampf) in den Niederlanden. Dies geschah am 22. März 1834, als er und sein Lehrer, die erste „Fahrt“ durch die Straßen von Groningen unternahmen.
Der Provinzial Groninger Courant berichtete am 25. März 1834:
„In den frühen Morgenstunden des heutigen Vormittags, am 22. März, machten die Herren Stratingh und Becker mit ihrem Dampffahrzeug die erste Testfahrt, die mit einem positiven Ergebnis durch die hügeligen und kurvenreichen Straßen der Stadt führte. Die Entwickler waren mit dem Test so zufrieden, dass sie der Meinung sind, dass einige kleine Verbesserungen es dem Fahrzeug ermöglichen werden, ohne Probleme nicht nur über neue Stein- und Felsstraßen zu fahren, sondern auch über die holprigeren Kopfsteinpflasterstraßen […]“
Im Jahr 1835 entwickelte er dort ebenfalls mit Stratingh ein elektrisches Fahrzeug. Dies ist wahrscheinlich das erste elektrisch angetriebene Fahrzeug der Welt.
Später ging Becker nach Arnheim, wo er 1836 eine eigene Fabrik für Waagen und Barometer betrieb und am 13. September 1842 Louise J. Marius heiratete, von der er vier Söhne bekam: Christian (* 16. August 1844), Ernst, Julius und Henri.
1854 wanderte er mit Frau und den 4 Söhnen nach New York aus, wo er mit den ältesten Söhnen Christian und Ernst die Firma "Becker&Sons" gründete und nautische und astronomische Geräte herstellte. Als der amerikanische Sezessionskrieg ausbrach, kehrten die Becker’s nach Holland zurück, nach Kriegsende fuhren Christopher und die beiden ältesten Söhne (Christian und Ernst) zurück in die USA (New Jersey), während die jüngeren Söhne (Julius und Henri) in Europa eine neue Firma „Becker & Sons“ gründeten mit Niederlassungen in Rotterdam, Delft und Brüssel.
Christopher Becker ist der Ur-Ur-Ur-Großvater von Klaus Dieter Frers, dem Erfinder des Sportwagens Artega GT.